# Imma leucomystis
Imma leucomystis är en fjärilsart som beskrevs av Edward Meyrick 1923. Imma leucomystis ingår i släktet Imma och familjen Immidae. Inga underarter finns listade i Catalogue of Life.